# APT Satellite Holdings
A APT Satellite Holdings Limited (a "Companhia") é uma empresa cotada na Bolsa de Valores de Hong Kong Limited (código de ações 1045), mantendo a totalidade da participação da APT Satellite Company Limited (APT Satellite ou Apstar), em conjunto, juntamente com todas as suas subsidiárias, o APT Group. 
O APT Group iniciou sua operação em 1992. Atualmente possui e opera cinco satélites em órbita, abrangendo as regiões da Ásia, Europa, África, Austrália e ilhas do Pacífico, que contêm aproximadamente 75% da população mundial e proporcionando excelente qualidade de telecomunicações por satélite e serviços de radiodifusão de televisão por satélite e de transmissão para radiodifusão e telecomunicações aos clientes destas regiões.

## Satélites
| Satélite  | Fabricante          | Data do lançamento     | Veículo de lançamento | Estado    | Nota |
| --------- | ------------------- | ---------------------- | --------------------- | --------- | --- |
| Apstar 1  | Hughes              | 21 de julho de 1994    | Longa Marcha 3        | Vendido   | O satélite foi adquirido pela China Satcom. Atualmente conhecido por ZX-5E e Chinasat 5E |
| Apstar 1A | Hughes              | 3 de julho de 1996     | Longa Marcha 3        | Vendido   | O satélite foi adquirido pela China Satcom. Atualmente conhecido por ZX-5D e Chinasat 5D |
| Apstar 2  | Hughes              | 26 de janeiro de 2005  | Longa Marcha 2E       | Fracassou | O satélite foi destruído em uma explosão logo após a decolagem |
| Apstar 2R | Space Systems/Loral | 16 de outubro de 1997  | Longa Marcha 3B       | Inativo   | Também conhecido por Telstar 10 |
| Apstar 5  | Space Systems/Loral | 29 de junho de 2004    | Zenit-3SL             | Ativo     | Também conhecido por Telstar 18 |
| Apstar 5C | Space Systems/Loral | 10 de setembro de 2018 | Falcon 9 Full Thrust  | Ativo     | Também conhecido por Telstar 18V |
| Apstar 6  | Alcatel Space       | 12 de abril de 2005    | Longa Marcha 3B       | Ativo     | |
| Apstar 6B | CAST                | Não foi lançado        | Longa Marcha 3B       | Cancelado | O satélite era para ser lançado em 2008, mas o projeto do mesmo acabou sendo cancelado em 2006 |
| Apstar 6C | CAST                | 3 de maio de 2018      | Longa Marcha 3B/G2    | Ativo     | [ 6 ] |
| Apstar 6D | CAST                | 9 de julho de 2020     | Longa Marcha 3B/G2    | Ativo     | [ 7 ] |
| Apstar 6E | CAST                | 12 de janeiro de 2023  | Longa Marcha 2C       | Ativo     | [ 8 ] |
| Apstar 7  | Thales Alenia Space | 31 de março de 2012    | Longa Marcha 3B/G2    | Ativo     | [ 9 ] |
| Apstar 7B | Thales Alenia Space | Não foi lançado        | Longa Marcha 3B/G2    | Cancelado | O lançamento do mesmo foi cancelado pela Apstar. Posteriormente o satélite foi lançado pela Chinasatcom em 27 de novembro de 2012. Também conhecido por ZX-12, SupremeSat 1, Thalsat 5P, Chinasat 12 e ZX-12A |
| Apstar 9  | Thales Alenia Space | 16 de outubro de 2015  | Longa Marcha 3B/G2    | Ativo     | [ 11 ] |
| Apstar 9A | Lockheed Martin     | 30 de maio de 1998     | Longa Marcha 3B       | Ativo     | Também conhecido por Zhongwei 1, ChinaStar 1, ZX-5A e Chinasat 5A |